# کانن پی
کانن پی (به انگلیسی: Canon P) یک دوربین عکاسی تک‌لنزی بازتابی ساخت شرکت کانن است.